# Тимінський Тарас
Тимі́нський Тара́с (чернече ім'я Тит, 1858, П'ядиківці — 1927, Розтоки) — церковний і громадський діяч Буковини, священик, архимандрит, єпископ-номінат і вікарій митрополії Буковини (1917—1918), член НТШ з 1907 року, діяч товариства «Просвіта», оборонець українських прав у Буковинській митрополії.. Брат Івана Тимінського,

## Життєпис
Тарас Тимінський народився в селі П'ядиківці. Після навчання був душпастирем у Берегометі, Тораках, Довгополі. Власним коштом побудував школу в Тораках.
Тит Тимінський як добрий публіцист, вів уперту боротьбу проти митрополита Сильвестра Морара-Андрієвича, який вів послідовну румунізаційну політику в буковинській Православній Церкві.
Напередодні розпаду Австро-Угорщини українцям було даровано церковну рівність з румунами. У серпні 1918 року уряд усунув з посади Буковинського митрополита Володимира Репту за проросійські й антигабсбурські симпатії і призначив двох вікарних єпископів Тита Тимінського та Ісидора Воробкевича, котрим доручив управління українськими та молдавсько-румунськими приходами. У 1918 році православну консисторію було поділено на румунську й українську, на чолі української став архімандрит Тимінський.
Українська громадськість краю вимагала власної національної церкви. Тит Тимінський поділяв та підтримував ці прагнення. Очолюване ним православне духовенство стояло за приєднання Буковини до Галичини в складі Західноукраїнської Народної Республіки.
У 1918 році Буковину насильно приєднують до Румунії. Тит Тимінський був звільнений румунами з посади.
Помер владика Тимінський у 1927 року в Ростоках, де його син Володимир Тимінський був парохом.

## Доробок
Статті на церковні теми, брошура «Пастирське послання митрополита Морара».
Як зазначають упорядники бібліотеки НТШ, їхні фонди були поповнені за рахунок шести рукописних книг XVIII ст. (Патерик 1742 р., Повчання на постриг монашого чину, Акафіст та ін.), подарованих парохом Титом Тимінським з Довгопілля (Буковина) товариству «Просвіта» в Бересті.